# Heinz Becker (Bühnenfigur)

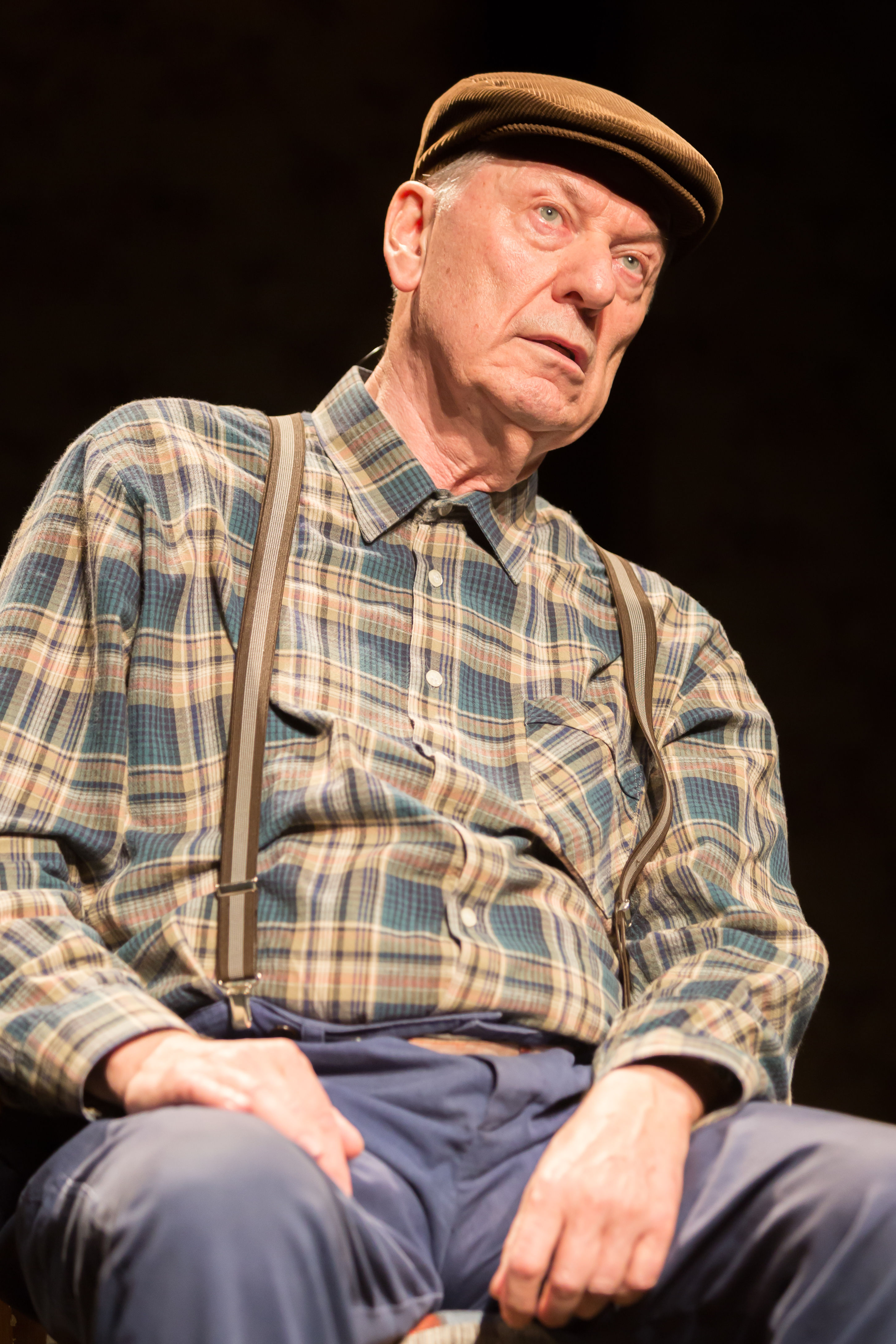
Gerd Dudenhöffer als Heinz Becker (2014)

Heinz Becker ist seit 1982 eine Bühnen- und Film-Figur des Kabarettisten und Schriftstellers Gerd Dudenhöffer.

## Grundidee der Figur
Heinz Becker wohnt mit Ehefrau Hilde und Sohn Stefan im eigenen Haus im saarländischen Bexbach. Seine Person lässt sich als Biertrinker, leidenschaftlicher Heimwerker (in dieser Eigenschaft wohl eher ein Dilettant), Besserwisser, Nörgler, Spießer, Vereinsmeier, Stammgast im Eckstübbche und mit dem Maier Kurt befreundet beschreiben. Sein besonderes Erkennungszeichen ist eine Batschkapp, ohne die man ihn grundsätzlich nie zu sehen bekommt. Ein oft zitierter Dauerwitz ist die Diskussion um den Griff des Rasenmähers. Becker beschwert sich oft über die Verschwendung von Steuern, indem er zum Beispiel Diskussionen mit „Und wir müsse es bezahlen“ kommentiert.

## Darbietung
Gerd Dudenhöffer entwickelte die Figur ab 1982 zunächst ausschließlich in seinen Bühnenprogrammen. Große Aufmerksamkeit erhielt die Figur erst durch die Produktion und Ausstrahlung der Fernsehserie Familie Heinz Becker, die ab 1992 im Ersten gezeigt wurde und neben Heinz Becker auch die Figuren Ehefrau Hilde und Sohn Stefan teilhaben ließ. Die Serie wurde in Koproduktion zwischen WDR und SR in sieben Staffeln à sechs Folgen von 1991 bis 2003 gedreht und gesendet. Jedes Jahr wird an den Weihnachtstagen die Folge Alle Jahre wieder aus der 3. Staffel (1994) auf verschiedenen Sendern gezeigt.
1999 realisierte Dudenhöffer mit Tach, Herr Dokter! den Heinz-Becker-Film. 
Parallel zur Ausstrahlung der Fernsehserie und auch danach war und ist Dudenhöffer alias Heinz Becker immer wieder auf Tournee mit seinem jeweils aktuellen Soloprogramm. Jedoch tritt er seit 1998 nicht mehr im Saarland auf. Grund dafür ist eine öffentlich ausgetragene Kontroverse aus jenem Jahr, in der es darum ging, ob die Bühnenfigur das Image des Saarlands beschädige.

## Figuren aus dem Heinzversum
Verschiedene fiktive Personen kommen in Heinz Beckers Welt immer wieder oder gelegentlich vor. Auf sie wird in aller Regel als <Nachname Vorname> Bezug genommen.
- Maier Kurt (Nachbar und Freund), Frau Roswitha
- Schistel Benno
- Schistel Theo
- Schindler Gregor (Vorsitzender vom Kleintierzuchtverein)
- Kronzucker Otto
- Robin Albert
- Stankow Willi (Kassenwart Kaninchenzuchtverein)
- Gantner Martin
- Sandmeier Emil (Freiwillige Feuerwehr)
- Spohn Herrmann
- Bäcker Richard, Frau Maria
- Dörfler Richard
- Krämer Dieter
- Schumbach Erich
- Spalter Otto, Bruder Bernhard
- Spalter Willi (Vereinshausmeister)
- Rowin Karl, Frau Lisbet
- Recktenwald Bernhard (Bestatter)
- Recktenwald Martin
- Steinbrück Ottmar (Vereinskassenwart), Bruder Dieter
- Dillmann Edwin
- Dill Herrmann
- Sprengler Leo
- Spengler Herbert
- Spengler Richard
- Wolter Karl
- Molter Paul
- Neumann Erich
- Weiß Wilhelm
- Brenner Helmut (Gipser)
- Schorsch und Traudel (Inhaber und Bedienung vom Eckstübchen)
- Eddi (Wirt im Eckstübchen), Frau Gertrud
- Holzer Manfred (Eisenwarenhandlung), Sohn Roland
- Rudolf (genannt Herbert)
- Alfred
- Herbert
- Alfons
- Albert
- Tom (Kumpel von Stefan)
- Zimmer Manfred
- Edgar Schimbrowski (aus Dresden)
- Hugo, Frau Ruth
- Frau Wagner
- Dr. Geiger
- Alwis, Frau Ruth, Tochter Sibylle
- Dr. Gimmler (Familie, Staatsanwalt)
- Lieschen und Ludwig Wagner, Töchter Christa und Isolde
- Ehefrau Hilde (Vater Alwis)
- Sohn Stefan
- Mutter Lisbeth
- Vater Karl (Maurer)
- Onkel Bernhard
- Tante Maria
- Onkel Ludwig und Tante Marianne
- Kaiser Helmut (Nachbar vom Vater)
- Dr. Schenkberg (Nachbar) und Frau Dr. Schenkberg
- Elschen (Schwester von Hilde), Mann Willi

## Rechtsstreit
Nachdem Alice Hoffmann aus der Serie ausgeschieden war, startete sie ihr eigenes Bühnenprogramm als Vanessa Backes. Ihr hierin oft erwähnter Exmann erinnert nach Dudenhöffers Auffassung zu stark an Heinz Becker, weshalb Dudenhöffer Alice Hoffmann und Gerhard Bungert, den Autor ihres Soloprogramms, 1998 abmahnen ließ. Bungert, der Ähnlichkeiten zwischen Heinz Becker und Vanessa Backes’ Exmann bestreitet, klagte daraufhin gegen Gerd Dudenhöffer und behauptete, er habe maßgeblichen Anteil an der Entwicklung der Heinz-Becker-Figur gehabt. Er forderte sowohl eine finanzielle Beteiligung am Erfolg der Figur als auch eine Nennung im Abspann sowie ein Mitsprache- und Vetorecht beim Drehbuch. Bungert berief sich dabei auf das 1984 von Dudenhöffer und Bungert (und Charly Lehnert) gemeinsam herausgegebene Buch Die Heinz-Becker-Story. Dudenhöffer sah sich demgegenüber als alleiniger Erfinder der Figur des Heinz Becker.

## Auszeichnungen
- 1994: Telestar für die „Beste Comedy-Serie“
- 1997: Goldene Europa des SR: erfolgreichste Comedy-Serie in der ARD
- 1998: Löwe von Radio Luxemburg von RTL für die Redaktion: Volker Nenzel (WDR) und Michael Beckert (SR)
- 2004: Deutscher Comedypreis: Beste Comedy-Serie
- 2015: Deutscher Kleinkunstpreis (Ehrenpreis)